# Джурич-Клайн, Стана
Ста́на Джу́рич-Клайн (серб. Стана Ђурић-Клајн, сербохорв. Stana Đurić-Klajn; 5 мая 1908, Белград, Сербия — 18 февраля 1986, там же) — сербский музыковед, пианистка и педагог.

## Биография
Образование получила в Белградском университете, где изучала сравнительное литературоведение и историю музыки. Затем продолжила обучение в Париже, где брала уроки фортепиано у Лазара Леви и слушала лекции в Сорбонне. В 1929—1941 годах концертировала в Югославии в качестве пианистки и преподавала в музыкальной школе «Станкович» в Белграде. Была одним из основателей и редактором журналов «Zvuk» (орган Союза композиторов Югославии, 1932—1936, 1955—1966) и «Muzicki glasnik» (1938—1941). В 1960—1970 годах — директор Института музыковедения Сербской академии наук и искусств.  В 1945—1970 — профессор истории югославской музыки в Академии музыки.

## Сочинения
- Muzika i muzicari. — Beograd, 1956. (сербохорв.)
- (совместно с Й. Андрейсом и Д. Цветко) Historijski razvoj muzicke kulture u Jugoslaviji. — Zagreb, 1962. (сербохорв.)
- Un contemporain de Mozart, Ivan-Mane Jarnovic. — W., 1956, 1958. (фр.)
- Д. А. Агренев-Славянский и его роль в музыкальной культуре Югославии // Из прошлого югославской музыки, пер. с серб. — М., 1970.